# Limenaria
Limenaria (Grieks: Λιμενάρια) is een plaats in de Griekse bestuurlijke regio (periferia) Oost-Macedonië en Thracië aan de zuidwestkant van het eiland Thasos.